# دومینیک ویندیش
دومینیک ویندیش (انگلیسی: Dominik Windisch؛ زادهٔ ۶ نوامبر ۱۹۸۹) ورزشکار دوگانه اهل ایتالیا است.
وی در مسابقات بین‌المللی در مجموع برندهٔ ۱ مدال طلا، ۱ مدال نقره، ۵ مدال برنز شده‌است.